# Romero Britto
Romero Britto  (Recife, Brasil, 6 de octubre de 1963) es un pintor, serígrafo y escultor brasileño. Combina elementos del cubismo estereotipados, arte pop y pintura de grafiti en su trabajo, utilizando vibrantes colores y arriesgados patrones como expresión visual de esperanza y felicidad.

## Biografía
Nacido en Brasil, Romero Britto creció en una familia modesta, con carencias en su juventud por compartir con ocho hermanos y hermanas. Sin embargo, su creatividad innata le permitió llenar su vida con imágenes de un mundo mucho más grande y bello que aquel en el que vivía. Siendo un autodidacta desde temprana edad, pintaba lo que veía e imaginaba en superficies que encontraba, como periódicos, cartones o pedazos de cualquier material sobre el que pudiera pintar. Con una pasión desmedida por sobresalir, fue académicamente próspero. Aun así, su naturaleza artística lo llevó al deseo de buscar experiencias fuera del aula. En 1983, Britto viajó a París, Francia, donde fue introducido a las obras de Matisse y Picasso. Después de exponer en unas cuantas galerías y eventos privados, fue alentado a viajar a los Estados Unidos, donde el arte pop estaba en su apogeo.
Ha vivido en Miami, Florida, desde 1990. Poco después de su arribo en los Estados Unidos, Michel Roux, fundador de la campaña Absolute Art de Absolut Vodka, se topó por coincidencia con el primer estudio de Britto en Coconut Grove, Miami. Sin dudarlo, Michel le pidió a Britto que reinterpretara la famosa botella, que después sería publicitada y vista por millones. Así, Britto pasó a formar parte del escenario mundial del arte, cuyas campañas y clientes crecieron y diversificaron, entre los cuales se encontraban FIAC Paris y Art Salon Hong Kong. Sus exposiciones fueron llevadas alrededor del mundo, entre los cuales se encuentran Academi (anteriormente conocido como Blackwater), Disney, Enrico Coveri, Pepsi, las Naciones Unidas, BMW, Royal Caribbean Cruises y, recientemente, Grupo Carso de México. Britto tiene su galería principal en South Beach, Miami, sobre Lincoln Road. Su nombre y marca han sido discutidos en medios importantes de comunicación como Forbes, Vanity Fair, The New Yorker, ARTNews y muchos más.
En 2017, su estrella en el Paseo de la Fama de Miami fue inaugurada, la cual diseñó él mismo.

## Trabajos en exposición
En los Estados Unidos, Europa y Asia. 
- Children of the World

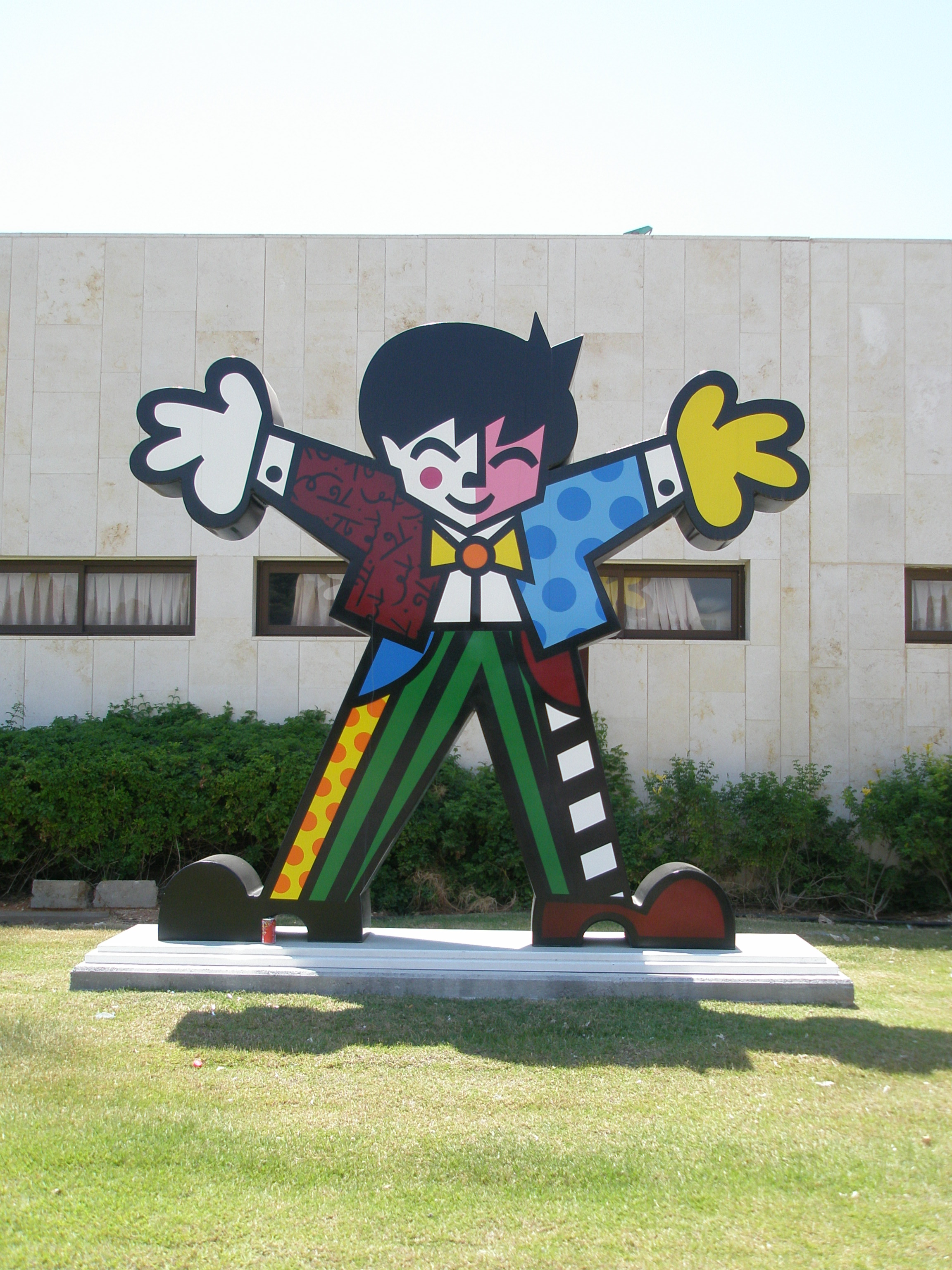
Bienvenida al jardín de esculturas en el Centro Médico Sheba, Israel.

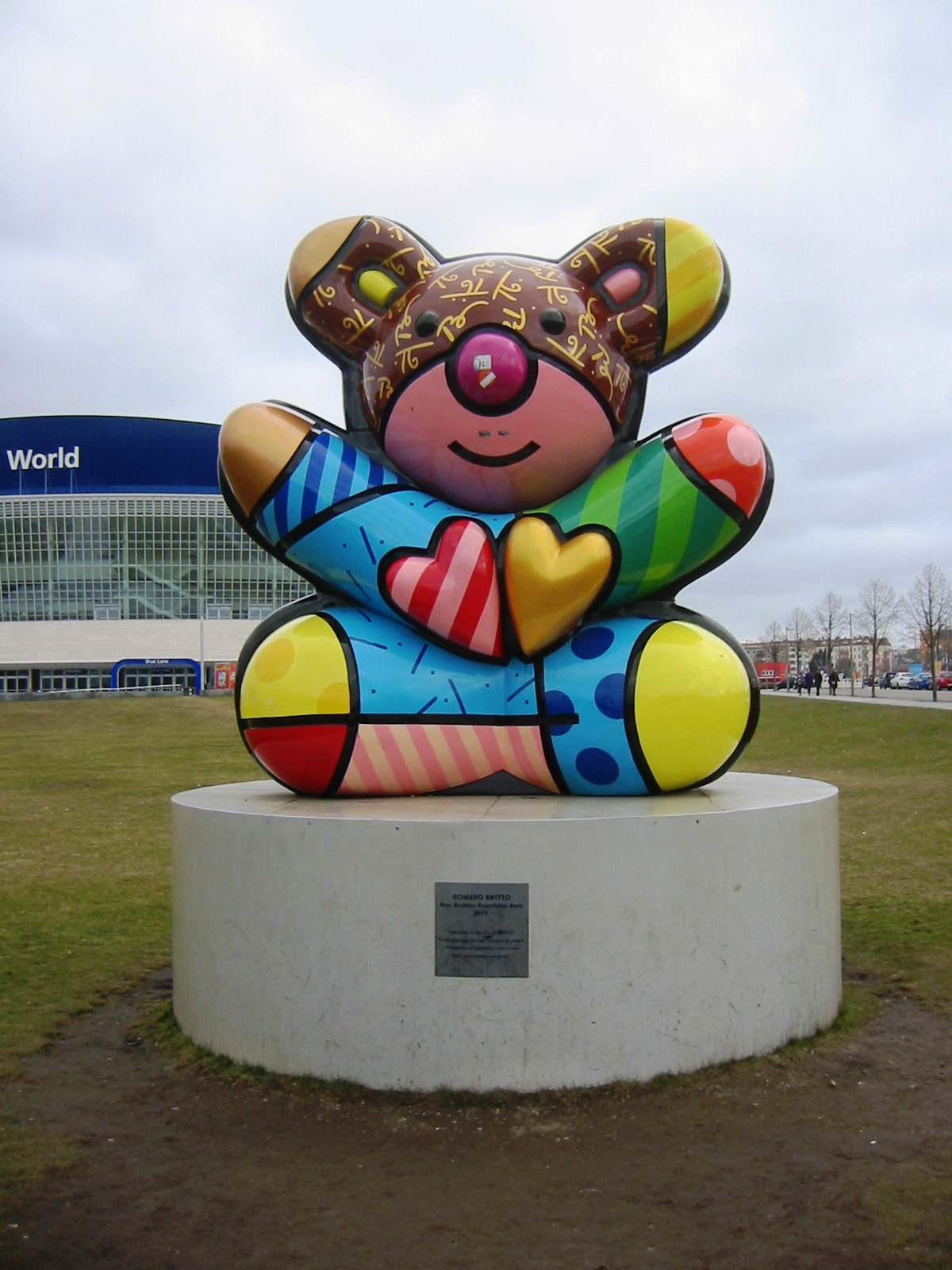
El trabajo de Romero Britto en la Arena O2 World en Berlín.

- Tomorrow Escultura monumental para el Atrio Sebastián Ferraro en UF Health Children's Hospital, Gainesville, Florida
- Welcome Escultura monumental para la estación Dadeland North, Miami
- Star Art Fundación Star Art, Coral Gables (Miami)
- Our Guardian Angel mural en el Jackson Memorial Hospital, Miami
- Mural Museo de los Niños de Miami, Miami
- Florida Museum of Hispanic and Latin American Art, Miami
- Paradise Ciudad de Miami Beach, Miami Beach
- Grapeland Heights Water Park, Miami
- Confetti Mayfair Galleria Mall, Miami
- In the Air US AIR Frequent Flyer's Club, Palm Beach
- Bean Man Mansión del gobernador, Tallahassee, Florida
- California Gold California Winery Associates California
- The Nurse Sede de la Cruz Roja Americana, Washington
- The Ultimate Kid Strong Memorial Hospital, Nueva York
- Michel Roux Sede de Carillon Importers, Teaneck
- Growing as a Child St. Christopher's Hospital for Children, Philadelphia
- One People--One Planet The Tae Jon International Exposition, Corea del Sur
- Medallion Swedish Wine & Spirits Corp. Suecia
- Absolut Britto II, Sede de ABSOLUT Vodka, Estocolmo, Suecia
- Dance of Hearts Ormond Street Children's Hospital, Inglaterra
- Mural Universidad Católica Pernambuco, Recife, Brasil
- The Mariner of the Seas Royal Caribbean
- Angelo,  Venus, Music, Mona Cat, Yellow Flowers, etc. Galería Skynear Designs, Washington D. C.
- "Brazil", Marcelo Camargo, Orlandia, Brasil
- "Heart of Velvet Underground", Zouk Club, Singapur, Singapur
- Welcome en el jardín de las esculturas del Centro Médico Sheba, Israel

Como parte de las ayudas internacionales a raíz de la devastación por el terremoto del 12 de enero en Haití, Britto diseñó el logo de "Save Haití Saturday", el 16 de enero de 2010, organizada por el Proyecto Medishare. Fue el encargado del arte de portada de los sencillos "What More Can I Give" y "Todo Para Ti", del artista Michael Jackson.

## Política
Britto es un conservador republicano. Organizó una colecta en 2015 para la campaña presidencial de Jeb Bush, en su estudio en Miami, donde reveló un mural que él y Columba Bush, la esposa del gobernador Bush, habían pintado con el eslogan "#AllInForJeb". Anteriormente, en 2012, Britto organizó una colecta en su galería para el entonces candidato presidencial Mitt Romney.